# Federico Sansonetti

Federico Sansonetti nació el 12 de octubre de 1986, en Montevideo, Uruguay. Es integrante del Equipo de Copa Davis de Uruguay